# 警視庁アウトサイダー
『警視庁アウトサイダー』（けいしちょうアウトサイダー）は、加藤実秋による日本の小説シリーズ。
元マル暴と訳ありエース刑事のバディが人々を救う警察小説。
2022年に漫画化され、2023年1月期にテレビドラマ化された。

## 登場人物
架川英児（かがわ えいじ）
桜町中央署刑事課警部補。52歳。元警視庁組織犯罪対策部。
蓮見光輔（はすみ こうすけ）
桜町中央署刑事課のエース。27歳。
水木直央（みずき なお）
桜町中央署刑事課の新人刑事。『警視庁アウトサイダー The second act 1』から登場。

## 書誌情報
- 加藤実秋『警視庁アウトサイダー』シリーズ、角川文庫
  - 警視庁アウトサイダー：2021年9月18日発売[1]、ISBN 978-4-04-111233-5
  - 警視庁アウトサイダー2：2021年12月21日発売[3]、ISBN 978-4-04-111245-8
  - 警視庁アウトサイダー3：2022年3月23日発売[4]、ISBN 978-4-04-111246-5
  - 警視庁アウトサイダー The second act 1：2022年11月22日発売[5]、ISBN 978-4-04-113114-5
  - 警視庁アウトサイダー The second act 2：2022年12月22日発売[6]、ISBN 978-4-04-113116-9
  - 警視庁アウトサイダー The second act 3：2023年2月24日発売[7]、ISBN 978-4-04-113317-0

## 漫画
2022年11月16日より2023年5月31日まで、平原明によるコミカライズ版が『ComicWalker』（KADOKAWA）内の「COMIC BRIDGE」レーベルにて連載。2023年1月7日には単行本の第1巻が発売された。
- 平原明（漫画）・加藤実秋（原作） 『警視庁アウトサイダー』 KADOKAWA〈BRIDGE COMICS〉、全2巻
  1. 2023年1月7日発売[10]、ISBN 978-4-04-681864-5
  2. 2023年6月7日発売[11]、ISBN 978-4-04-682618-3

## テレビドラマ
『警視庁アウトサイダー』シリーズを原作とし、2023年1月5日から3月2日まで、テレビ朝日系「木曜ドラマ」枠にて放送された。主演はテレビ朝日連続ドラマ初主演となる西島秀俊。
サスペンス×コメディー×ラブ×復讐劇と多彩な要素が詰めこまれた異色の刑事ドラマである。また、キャストに特撮作品への出演経験者が多く起用されていることもインターネット上では話題となり、かつて西島が主演した配信ドラマ『仮面ライダーBLACK SUN』での変身ポーズを同ドラマでのBGMと共に想起させるシーンや、共演の濱田岳が同ドラマでの西島との共演時を想起させるシーンなどが盛り込まれた第7話（脚本も同ドラマと同じく髙橋泉が担当）が放送された際には、「ブラックサン」がTwitterのトレンド入りを果たしている。

### あらすじ（テレビドラマ）
元マル暴の刑事・架川英児、秘密をかかえる所轄のエース刑事・蓮見光輔、成り行きで就職してしまった新米刑事・水木直央、アウトサイダー（警察組織の中での異質な存在）な三人はギブアンドテイクであり、様々な難事件に挑む中、やがてそれぞれの背負う過去の事実が明らかとなり、壮大な復讐劇へとなだれ込む。

### キャスト

#### 主要人物
架川英児（かがわ えいじ）〈52〉
演 - 西島秀俊
桜町中央署刑事課警部補。元警視庁組織犯罪対策部。
サングラスをかけ、見た目は極道そのものながら、血を見ると卒倒してしまう。
『はぐれ刑事純情派』の安浦刑事を崇拝する。コーヒーはブラック派。
鷲見組に捜査情報をリークし、ロシアンマフィア共々検挙する計画を潰した裏切り者に仕立てられていた。
蓮見光輔（はすみ こうすけ）
演 - 濱田岳（18年前：大平洋介）
桜町中央署刑事課のエース。失踪者「蓮見光輔」に成りすましている秘密を英児に掴まれる。
正体は歌川チカ殺害の犯人とされる巡査部長・梶間優人の息子・直人。父の冤罪を晴らすため、警察に潜り込んでいた。コーヒーは微糖派。
水木直央（みずき なお）
演 - 上白石萌歌（学生時代：大里菜桜）
桜町中央署刑事課の新人刑事。実父は警視庁副総監。事務職が希望だったが、刑事課へ異動となる。
元演劇部で別人格を演じ、潜入捜査を行う。直ぐに「えっ?」と聞き返し、周囲をイラつかせる。コーヒーはカフェラテ派。
光輔（直人）の父の冤罪疑惑を捜査し、前後して交番勤務に異動させられるが、最後は長野県警本部長時代に歌川チカ殺害事件で小山内雄一を庇い、梶間優人に罪を擦り付けた容疑で、父・弘樹を逮捕する。

#### 桜町中央署
仁科素子（にしな もとこ）
演 - 優香
鑑識係、警部補。鉄オタで撮り鉄。
かつて逆恨みした捜査対象の関係者から刃物で襲撃されたのを英児に救われた弱み（そして惚れた弱み）から、彼の捜査に強制的に協力させられる。
北岡に拉致監禁された英児が掛けたSOSの電話から漏れ伝わる電車の走行音と時刻から英児の監禁場所を割り出し、彼を救出する。
倉間彩子（くらま あやこ）
演 - 野波麻帆
警務課、事務職員。
米光麻紀（よねみつ まき）
演 - 長濱ねる
警務課、巡査長。アニメオタクで、神コスプレイヤー「コメビカリ様」。
梅林昌治（うめばやし まさはる）
演 - 長田成哉
刑事課、巡査部長。
野本滋（のもと しげる）
演 - ワタナベケイスケ
刑事課、巡査長。眼鏡をかけており、英児から「メガ本」と呼ばれる。
矢上慶太（やがみ けいた）
演 - 小松和重
刑事課長。警部。厄介な英児や副総監の娘・直央の面倒を光輔に押し付ける。

#### 警視庁
羽村琢己（はむら たくみ）
演 - 福士誠治
警務部人事第一課、監察係。警部補。問題のある英児と、素性の怪しい光輔をマークする。
その正体は光輔（直人）の協力者で、DNA鑑定の偽報告書で、彼のなりすまし疑惑を払拭する。
18年前、東大受験に2度失敗し、長野県春蘭市へ流れ着き自殺しようとしていたところを梶間親子に止められ立ち直り、彼らに恩義を感じている。優人の人柄から彼の冤罪を信じ、直人へ行方不明となった蓮見光輔（本物）の身分を用意し、捜査に協力する。
小谷野友治
演 - 日野陽仁
警視庁人事第一課、警部。英児と鷲見組の癒着や、英児と光輔の関係を疑い、羽村に二人をマークさせる。
しかし、羽村が光輔（直人）の協力者であることを知ると、彼を取調室で暴行する。
藤原要（ふじわら かなめ）
演 - 柳葉敏郎
組織犯罪対策部警部。英児の元上司。
英児が鷲見組との癒着疑惑で辞職に追い込まれそうになった際、桜町中央署への異動で事態を収める。
しかし実際は、娘の交通事故の罪の隠ぺいを頼んだ鷲見組と繋がる組対課長・船津の指示で黒石と英児を罠に嵌め、二人を組対から追い出した張本人。英児に裏切りを突き止められると自死しようとするが引き留められ、出頭を決意するもヒットマンの北岡に射殺される。
有働弘樹（うどう ひろき）
演 - 片岡愛之助
警視庁副総監。直央の実父。長野県警への赴任時に真由と結婚、直央を授かるが、離婚したため直央とは別々に暮らしている。
歌川チカ殺害事件の真犯人を長野県警全体で隠蔽するよう指示を出し、日本で組織犯罪の抑制力となる法律を成立させる可能性を秘めた政治家・小山内雄一を守るため、梶間優人に15年服役して歌川チカ殺害の罪を被るよう、土下座する。

#### その他
小山内雄一（おさない ゆういち）
演 - 斎藤工
与党所属の衆議院議員。組織犯罪の撲滅をスローガンに掲げる若手のホープ。
元警察庁官僚で、当時長野県警本部長であった有働の下で組織対策犯罪課に勤務した経験を持つ。
光輔の正体が直人であると突き止めると、指名手配をかけると脅し、10年前の事件の追及をやめれば英児や父・優人を解放すると告げる。
妻の響子が歌川チカを殺害したことを隠蔽するため、有働に助けを求める電話をかけていた。
小山内響子（おさない きょうこ）
演 - 青山倫子
雄一の妻。夫が鷲見組の事務所に出入りしていた釈明会見を開くと、自殺を図るが未遂に終わる。
10年前、夫・雄一が恐喝される原因となった愛人の歌川チカに現金を渡し懐柔し、夫を守ろうとするが、彼女から雄一と別れる話はついているので何もしなくていいと言われ、彼女の生きていく覚悟を知り、自分も雄一を愛する覚悟があることを示すため、歌川チカを刃物でメッタ刺しにして殺害する。殺害現場から回収されていた歌川チカの血痕が付いたオセロの駒から指紋が検出されたため、真犯人と突き止められる。
小山内幸三
演 - 利重剛
雄一の父。有力政治家。故人。生前、雄一に警察を辞め政治家になるよう訴えていた。
当麻に息子・雄一と歌川チカの密会写真を使い脅され、当麻に金を渡している。
水木真由（みずき まゆ）
演 - 石田ひかり
直央の母。元長野県警の警察官。小山内雄一のファン。
秋葉圭市
演 - 伊藤高史
居酒屋「龍宮城」の店主。元チンピラで、藤原や英児とは旧知の間柄。
沙希（さき）
演 - 井本彩花
3人組地下アイドル「遅刻するけど二度寝し隊」のセンター（さきっちょ）。「龍宮城」でアルバイトをしている。
歌川チカ
演 - 水崎綾女
クラブ「コフレ」のホステス。「信濃一家」の組長・当麻秀和の愛人。2013年1月9日に刃物で18か所刺されて殺害された。犯人は長野県警・春蘭警察署の梶間優人巡査部長とされている。
歌川涼牙
演 - 小越勇輝（幼少期：小山蒼海）
チカの息子。「信濃一家」の下っ端ヤクザ。幼いころ、母とオセロをよくしていたことから、オセロが強い。
直央から歌川チカが小山内幸三の講演会に参加している動画を見せられると、その息子、小山内雄一に組としてゆすりをかけたと証言する。
10年前、母の遺体を目の当たりにした際、鑑識作業中の殺害現場に散乱する血痕の付着するオセロの駒を密かに持ち出していた。
梶間優人
演 - 神尾佑
元・長野県警巡査部長。直人（光輔）の父。痴情のもつれで歌川チカを殺害した犯人とされた。
非行に走る歌川涼牙を更生させようと親身に接していたが、その過程で歌川チカの殺害現場に足を踏み入れたため、殺害犯に仕立てられた。
当麻秀和（とうま ひでかず）
演 - 鈴木一真（第4話 - 第8話）
鷲見組の傘下「信濃一家」の組長。歌川チカが亡くならなければ、命日の3日後に彼女と入籍するはずだった。
チカが残した密会写真を使い、小山内雄一にゆすりをかけ、北関東の国有地の入札、音楽フェスの誘致に成功し、利益を手土産に鷲見組の傘下に入ることに成功している。
小浜三代子
演 - 石野真子（第4話 - 第8話）
「コフレ」の元ママ。当麻と内縁関係とされた女性。現在は上京してスナック「ナイトライト」を経営するが、店を放火され重傷を負う。
歌川チカが殺害された日、彼女のアパートを訪れ、部屋の外に漏れ伝わる男性の声を聞いており、その声が、小山内雄一が「信濃一家」との癒着疑惑の釈明会見をする声と同じであったと病室で特定する。

#### ゲスト

##### 第1話
永峰弓江〈60〉
演 - 室井滋
最上家のハウスキーパー。最上家で発生した殺人事件の被害者。
近隣の商店街の聞き込み捜査で悪判はなかったが、実は最上家の人間の弱みを握って金をゆすり、商店街での買い物で店主たちに水増し請求させ、正規料金との差額を着服していた。
最上恵美子〈52〉
演 - 加茂美穂子
憲彦の妻。弓江の死亡推定時刻には友人宅に居たと証言していたが、実際は不倫相手とラブホテルに居た。
前述の不倫の件で弓江から金をゆすられていた。
最上亜由美〈24〉
演 - 星南のぞみ
賢太郎の姉。名秀大学の大学院生。弓江の死亡推定時刻には大学の研究室に居た。
書店で本を万引きした件で、弓江から金をゆすられていた。
最上憲彦
演 - 飯田基祐
賢太郎の父親。日正大学教授。弓江の死亡推定時刻には薬学部の学長選挙の準備で大学に居たと証言する。
学長選挙を妨害する妻の不倫、娘の万引き、息子のひきこもりをリークする怪文書で弓江に脅されていた。
最上賢太郎〈21〉
演 - 上原佑太（ダウ90000）
最上家の長男。高校に進学したころから引きこもりになるが、自宅で弓江が殺害されると失踪し、後日、彼女を殺害したと自首する。
しかし、実際は弓江の怪文書に逆上した父・憲彦が彼女を包丁で刺殺しており、その様子を目撃し、父の逃走を幇助していた。
父を助けたのは弓江に10年後もひきこもりのままで何も変わらないと嘲り笑われたことが影響しており、父の殺人の身代わりとなって弱みを握り、自分を不要と虐げ続けた父が自分に媚びる立場の逆転を望んだ上で、狂言を働いていた。
水品理奈
演 - 川津明日香
賢太郎の幼馴染。最上家の近くの「水品クリーニング」の娘。賢太郎のひきこもり部屋のダクト越しに彼を励ましていた。
本間
演 - 谷手人
最上家の最寄りのエニシダ商店街の家電店店主。弓江の遺体の第一発見者。
八百屋
演 - 藤原光博（リットン調査団）
エニシダ商店街の八百屋。英児が手懐けたエス（スパイ）。
書店の店主
演 - 池浪玄八（最終話）
エニシダ商店街の書店の店主。亜由美が本を万引きしたが、弓江にお願いされて警察に通報しなかった。
北岡の殺人容疑で追われる英児の行方を聞き込みされる。
ルイ
演 - 浅野竣哉
弓江が太客だったホスト。弓江が恵美子の不倫をネタに金をゆすっていたと証言する。
警視庁第四機捜の刑事
演 - 生津徹
弓江の殺害現場に臨場した英児が血を見て卒倒しそうになった様子を見て、体調不良なら外に出ろと怒鳴りつける。
イチ、ニィ
演 - 飛葉大樹、澤井一希
バーテン。賢太郎の尋ね人情報を英児から拡散するよう頼まれ、「ちぇりポくん」グッズと引き換えに引き受ける。
不審者
演 - 島津健太郎
警察に職務質問されると逃走し、刃物で女性を脅してプロレス興行の会場に乱入。レフェリーを人質にするが、英児にプロレス技で制圧された。
人質
演 - 阿田高☺まなび
不審者に刃物を突き付けられ人質にされ、オカダ・カズチカに助けを求める女性。
プロレスラー
演 - 真壁刀義（第5話）、棚橋弘至（第5話）、田口隆祐（第5話）、オカダ・カズチカ（第5話）
刃物を持った不審者が乱入したプロレス興行に出場していた、新日本プロレスのレスラーたち。
レフェリー
演 - レッドシューズ海野（第5話）
上記のプロレス興行のレフェリー。刃物を持った男にリング上で人質にされる。
リングアナウンサー
演 - 阿部誠（第5話）
上記のプロレス興行のリングアナウンサー。

##### 第2話
松原みちる〈27〉
演 - 立石晴香
「コクマサ物産」の会社員として勤務するかたわら、キャバクラ「Clubカルチャー」で働く女性。河川敷でド派手なパリピファッションを身にまとった遺体で発見される。死因は頭部を鈍器で2度殴られた脳挫傷。
新見一隆〈34〉
演 - 森田甘路
資産家の御曹司。みちるが殺害された晩、自宅の高級タワーマンション「NIIMI ESTATIC TOWER AKANEZATO」の最上階でキャストを招き、「爆誕祭」を開催していた。
みちるから妊娠した責任をとるよう凄まれたことに逆上し、プレゼントされたダンベルの重しで彼女の頭部を殴打していた。
麻衣、亜希、理恵
演 - 黒崎レイナ、福室莉音、木下愛華
「Clubカルチャー」のキャスト。みちるの同僚。新見がみちるの頭部をダンベルで殴打したのを目撃し、みちるが泥酔したので介抱して退席したふりをして河川敷まで運び、ダンベルの重しでもう一度頭部を殴打して殺害、新見を脅して金づるにしようとしていた。
ジョージ
演 - とおるちゃん
「Clubカルチャー」のボーイ。英児に「カルチャー・クラブのボーイ・ジョージだ!」と騒がれる。
山田
演 - 岡野優介
「Clubカルチャー」のキャスト送迎ドライバー。キャストに手を出していることをバラすと直央に脅され、キャストたちが新見の玉の輿を狙い、いがみ合っていた内情を明かす。
「Clubカルチャー」のキャスト
演 - はける舞子（新宿のめる・はける）
「Clubカルチャー」のキャスト。送迎ドライバーの山田と付き合っている。
大越
演 - バッドナイス常田
整備工場「ナイスネ自動車」の自動車修理工。「アホ女が乗っています」と書かれたプレートを貼りつけられた麻衣の自動車を引き取りに現れる。
佐伯
演 - 佐藤貴史
新見の住む高級タワーマンション「NIIMI ESTATIC TOWER AKANEZATO」の住人。タワマンで偉そうな態度をとるみちるに我慢できず、麻衣の自動車をみちるの自動車と勘違いし、「アホ女が乗っています」と書かれたプレートを接着剤で貼りつけていた。
哲郎
演 - 加藤叶和
みちると高層階用エレベーターで出くわした佐伯の子供。貸したハンカチで土足で床を拭かれた上、「低層民は向こう! わきまえなさい!」と追い出される。

##### 第3話
多村凛〈5〉
演 - いろは
夜の街を彷徨い歩いていた女児。佐名鳥保育園の園児。直央に保護される。
英児のことを「かがわ」と言い切れず、「ガワワ」と呼ぶ。
多村加奈子〈28〉
演 - 寒川綾奈
凛の母親。前髪ぱっつんの清楚な女性。娘を一人残し消息不明となる。シングルマザーの素性を隠し、マッチングアプリ「ライクムスビー」で交際相手を探していた。
山野井昭〈32〉
演 - 味方良介
イケメン生物学者。優秀な子供を産んでもらうため、自分好みの優秀な女性をマッチングアプリで探す男。
「アーリー」のアカウントで加奈子と最後に会っていたと判明し、彼女と会った日の話を直央と二人きりなら話すと告げる。
自宅のカーペットに凛が母・加奈子からもらったブレスレットと同じ材料の石が散乱しており、加奈子の失踪と関わりがあると怪しまれ、英児たちに自宅をがさ入れされると、隠し扉から入る地下室に失踪女性3人を監禁していたのを発見され、直央に逮捕される。
鴨志田久美〈28〉
演 - 詩歩
失踪中の女性。介護センター職員。マッチングアプリで交際相手を探していた。前髪ぱっつんの清楚な女性。
浦田陽子〈27〉
演 - 名取えりか
失踪中の女性。「サンダーソニア」の社員。マッチングアプリで交際相手を探していた。前髪ぱっつんの清楚な女性。
弁当店の店員
演 - 田井弘子
弁当店「運命の味・弁当BEN」の店員。聞き込み調査を行った英児と直央に加奈子が独身のフリをしてマッチングアプリを始めたと教える。
浦田の同僚
演 - 佐々木さくら
浦田は「キュンメイト」というマッチングアプリで交際相手を探していたと光輔に告げる。
山田真一〈39〉
演 - ロングサイズ伊藤（や団）
「人類総帥」を名乗る覆面動画配信者。「それってあなたの主観ですよね！」が決め台詞。浦田とはマッチングアプリで会ったが、加奈子とは会っていないと答える。山野井と女性の好みがバッティングしていた。恐妻家。
PeterPoter、ぶち、役名不明
演 - 谷川功、柳谷参助、五頭岳夫
マッチングアプリの利用男性たち。加奈子がマッチングアプリで会っていた男性を探すため、直央にアプリで呼び出される。
店員
演 - 五十嵐啓輔
直央が山野井の自宅をがさ入れする時間を作るため、食事デートをしていたレストランの店員。

##### 第4話
黒石俊範
演 - 井上肇
元警視庁生活安全部参事官。元警視正。英児の恩人。
組対の次期部長と目されていたが、鷲見組に嵌められ若い女性との不倫を週刊誌に報じられ依願退職し、自殺する。
手嶌春
演 - 浅野ゆう子（第5話・最終話）
鷲見組と敵対する「一途会」の最高顧問。英児と光輔が接触を図り、組対の中の鷲見組の犬が誰か探りを入れられる。
英児に「一途会」のシノギの邪魔になる新宿の闇カジノを見逃す組対の刑事の情報提供を求め、光輔より組対の深山の妻・エツコの口座記録を入手すると、組対の中で鷲見組と癒着している人物を炙り出すため、組対の椛島に呼びかけ、光輔が掴んだ深山の収賄情報と、「一途会」の捜査対象となっている構成員のリストとの交換取引を行う。
光輔から鷲見組のマネーロンダリングの証拠書類を提供され、殺人容疑で追われる英児を屋敷に匿う。
山川華絵
演 - 舟木幸
黒石の元妻。自殺前の黒石から送られてきた「あれは罠だ。はめられた、君も気を付けろ」と書かれた英児宛てのメッセージを渡す。
森沢美央〈23〉
演 - 喜多乃愛
黒石と交際していたと報道されたフリーターの女性。会費5万円のスポーツクラブで出会ったとされる。
「誰でもハッピーになれる魔法」と称し、男性を騙し金を稼ぐ方法を潜入捜査で接近した直央に教える。
船津成男
演 - 金児憲史（第7話・第8話・最終話）
警視庁組織犯罪対策部課長、警視正。椛島の大学時代の後輩。10年前は長野県警に勤務していた。
歌川チカが殺害された日、彼女のアパート近くで息子の涼牙とぶつかって、ホステスの史江からプレゼントされたカフスボタンを落としている。
有働の指示で、小山内雄一による歌川チカ殺害の隠ぺい工作に走り、梶間優人を犯人に仕立て上げた。
椛島寿夫
演 - 戸田昌宏（第7話・最終話）
警視庁組織犯罪対策部部長、警視長。キャリア官僚。黒石を失脚させ、部長の座に収まる。
梶間優人に圧力をかけ、歌川チカ殺害の冤罪訴訟を取り下げさせている。
深山哲司
演 - 北嶋哲也
警視庁組織犯罪対策部の刑事。英児の元部下。椛島の子飼い。
森田拓平
演 - 西村優
警視庁組織犯罪対策部の刑事。英児の元部下。英児の身なりを古臭いと馬鹿にする。
手嶌の秘書
演 - 屋良学（最終話）
手嶌の指示で組対との情報交換の段取りを行う。
北岡の殺人容疑で警察から追われ、「竜宮城」に潜伏していた英児を手嶌の命令で彼女の屋敷に招き入れる。
科警研の女
演 - 乙坂双葉
小谷野と羽村から光輔が飲んだ缶コーヒーの空き缶を渡され、光輔のDNA鑑定を依頼される。
麻里
演 -
藤原の娘。交通事故を起こし相手は軽傷であったが、その場を立ち去り罪から逃れようとしていた。
折原大吾
演 - 亀吉（第6話 - 第8話）
長野県警の刑事。会計係。梶間優人が歌川チカ殺害の罪で逮捕される原因となった証言をしていたが、北岡に暗殺される。
多額の借金があったが、上京して表向き落ち葉を売買する「落ち葉ビジネス」に成功して借金を完済しているが、鷲見組のマネーロンダリングであった。
北岡
演 - 石田卓也（第6話 - 第8話）
鷲見組のヒットマン。
折原を暗殺し、出頭して組対と鷲見組の癒着を明らかにしようとした藤原を射殺する。
男
演 - 一條恭輔
北岡の指示で、折原の遺体を土の中に埋める。
制服警官
演 - 星野卓誠
自殺した黒石元警視正の自宅アパートを警備する警官。

##### 第5話
楠本貴喜
演 - 横山涼
暴力団「仁英組」の構成員。死後5年ほど経過した頭部を銃撃された白骨死体として発見される。生前、裏稼業から足を洗いたいと小松崎に相談していた一方で、組長の玉田を煽り、傷害事件を起していた。
玉田を煽り、彼の妻の浮気相手である高岩を襲わせて傷害罪で逮捕させることで組を足抜けし、世話になった小松崎に玉田からの土方襲撃依頼で得た依頼金だけを受け取り、襲撃は実行しないよう策を仕掛けていた。
小松崎実
演 - デビット伊東
清掃会社「おそうじ野郎Aチーム」を営む元暴力団員。
玉田の依頼で土方を襲撃したが未遂に終わり、プーパッポンのサイン入りケースに入れたスマホを犯行現場に落としていた。
益永典彦
演 - 西興一朗
「仁英組」組長代理。傷害罪で服役中の玉田の代理を務める。
楠本が組長の玉田を嵌めて逮捕させていたことに気付き、その報復に彼を銃殺していた。
高岩朝陽
演 - 吉田メタル
バー「アルフォンゾ」の経営者。玉田の妻の浮気相手。浮気に怒った玉田に襲撃され、金で縁切りする話が進んでいたが、楠本に焚きつけられた玉田にドリアンで頭をかち割られている。
土方健作
演 - 白井光浩
暴力団「黒扇会」の構成員。「仁英組」に上納金を収めるよう強要していたことから、玉田の依頼で動いた小松崎にピストルで襲撃されるが、未遂に終わり命拾いしている。
玉田昇
演 - 勝光徳
「仁英組」組長。「黒扇会」への上納金を渋っていた。5年前、傷害罪で逮捕され服役中。「男は黙ってパンチ」が信条だが、当の本人は禿頭でカツラを着用している。
工藤昌夫
演 - 殺陣剛太（第8話・最終話）
ゴミ屋敷の家主。直央の警察手帳を拾っていた。落とし物を拾った時のポーズから、自らを「環七のウサイン・ボルト」と名乗る。
「良子さん、また一緒に暮らそう 昌夫」の貼り紙を街中にを貼っていた人物。
女性マッサージ師
演 - スッナンター
エステ店のマッサージ師。玉田をマッサージ中、楠本が玉田に奥さんが浮気していると告げ口に来て、その後、誰かに電話していたと英児たちに証言する。
「おそうじ野郎Aチーム」の従業員
演 - 関本柊、望月ムサシ
元暴力団関係者で、「おそうじ野郎Aチーム」で更生している。
プーパッポン
演 - ユタポン前田
ムエタイの伝説の王者。現在はエステ店のマッサージ師に転身している。
工藤の隣人
演 - 畠山明子
工藤がゴミを片付けないことから、諍いとなる。
警察官
演 - 入月謙一（第1話・最終話）
工藤の隣人トラブルの仲裁に入る。

##### 第6話
今野静香〈45〉
演 - 高橋美津子
「桜町中央総合病院」の看護師。歩道橋から突き落とされ意識不明となり、自分が勤務する病院に搬送される。
コアなファンが多いと評判のアニメ『降魔の射手』のアクリルキーホルダーを握っていた。
今野萌
演 - リコ（821）
静香の娘。母はアニメに興味はなく、握っていたアクリルキーホルダーに見覚えはないと事情聴取にきた光輔たちに告げる。
白土祐吾
演 - 七瀬公
「桜町中央総合病院」の元入院患者。バイク事故で病院に搬送された際、看護師の静香に励まされる。
事故の後遺症で杖を突き歩くその掌に白い塗料がついていたのを直央が気付き、『降魔の射手』のアクリルキーホルダーを偽造していたことを突き止められる。
偽造キーホルダーを売り揉めた小久保を殺害してしまい、その日にバイク事故を起こし、自暴自棄になって、静香にすべてを打ち明けており、心配した静香がそのことを他言せず行方を追っていたが、歩道橋から口封じのために彼女を突き落とし、病院に搬送されると様子を伺うために世話をする名目で、静香を監視していた。
アニメオタクのカップル
演 - スーパー3助（にゃんこスター）、アンゴラ村長（にゃんこスター）
「ヤングアニメーションフェスタ」に来場していたカップル。『降魔の射手』のアクリルキーホルダーの偽造品を持っていたことから、入手経路を光輔から聴取されるが、転売せず、個人が楽しむ分には問題ないと回答を拒む。しかし、ファンである神コスプレイヤー・コメヒカリ様（米光巡査長）が偽造品の購入は悪と訴えたことから反省し、入手経路を明かす。
立石錠（たていし じょう）
演 - 正名僕蔵
「コフレ」のバーテンダー。英児をヤクザと間違え、信濃一家にケツを持たれているので、よそ者に出せる酒はないと退店を求める。
梶間優人と歌川チカが本当に愛人関係だったかは当時人気ナンバー1ホステスだった史江が知っているのではないかと英児に教える。
田並史江（たなみ ふみえ）
演 - 高橋かおり（第7話）
10年前、「コフレ」で人気ナンバー1だった元ホステス。現在はライバル店のママで、大きなパーティーが開かれると「コフレ」から人気のあるホステスをレンタルする。梶間優人と歌川チカの関係を教える代わりに、レンタルしたいが連絡がつかなくなった「コフレ」のホステス・美衣を探し出すよう、英児に交換条件を突き付ける。
美衣を探しだした英児に、10年前、取り入ろうとカフスボタンをプレゼントした当時長野県警に勤務の船津から梶間優人と歌川チカが愛人関係であったとキャストに吹き込むように託けられていた。
流しの歌手
演 - 花リナ
英児が「コフレ」を訪れた際に歌っていた女性シンガー。
愛鈴（まりん）
演 - 村山朋果
「コフレ」のホステス。
美衣（みい）
演 - 飯窪春菜
「コフレ」のホステス。英児が「コフレ」を訪れた数日前から出勤しなくなり、行方が分からなくなっていた。
島田
演 - 尾崎右宗
島田不動産の社長。愛鈴の太客。
愛鈴の売り上げナンバー1を確保するため、ライバルの美衣を自社が管理する店舗物件に監禁していた。
コスプレイヤー
演 - 花咲めぐ、寺乃住職
「ヤングアニメーションフェスタ」に参加したコスプレイヤー。
政治家
演 - 越村公一、新納多朗
小山内幸三の七回忌法要パーティの参列者。友政党を抜け、組織犯罪への厳罰化を目指す雄一を「父親の看板がなけりゃ何もできない若造が」と叱責する。

##### 第7話
捜査対象の関係者
演 - みずと良
鑑識の仁科が捜査していた人物の関係者で、仁科を逆恨みして刃物で襲い掛かるが、英児に撃退される。
松崎しげる
演 - 松崎しげる（友情出演、本人役）
「竜宮城」の近くで「しげるのブラックコーヒー」の無料サンプルを配るキャンペーンで「愛のメモリー」を歌唱していた。
女性
演 - 永岡みゆき
松崎しげるの横で「しげるのブラックコーヒー」の配布を告知している。
記者
演 - 松谷優輝
小山内議員に反社会組織との繋がりを激しく質す記者。当麻の事務所に出入りする小山内の姿、および小山内が暴力団にも通じる小山亮太に選挙での援助を頼んだ疑惑が週刊新藝と新藝オンラインにて報じられていた。

##### 第8話
バー店長
演 - 福山潤
鷲見組にケツ持ちされているバー「ルルーシュ」の店長。折原が「落ち葉」ビジネスを隠れ蓑に、鷲見組のマネーロンダリングに加担していたことを英児に明かす。
刑事
演 - 渡辺慎一郎
英児を北岡の殺人未遂の容疑で逮捕に動く。
信濃一家の幹部
演 - ヨネヤマサトシ
「信濃一家」の幹部。組に捜査に入った英児と光輔（直人）から当麻と3人だけにさせて欲しいと、所払いを頼まれる。
女子アナウンサー
演 - 渡邉唯
英児が北岡の殺人未遂の容疑者であるニュースを伝える。
交番警官
演 - いのうち（プーケットマーケット）（最終話）
警視庁桜町中央警察署 華跡交番の警官。直央の異動先の同僚。
制服警官
演 - 福田寛（シロハタ）、森下貴司（シロハタ）
殺人未遂の疑いで手配中の英児を追跡する。
署長
演 - 工藤秀洋（最終話）
桜町中央署長。架川の容疑については指導が足りなかったと矢上が謝罪する。

##### 最終話
「一途会」の構成員
演 - 阿部薫
手嶌の命令で「竜宮城」に潜伏していると思われる英児を探しに現れるも『今日・龍カレー』を見て生唾を飲む。
良子
演 - 葉山えり子
工藤昌夫が貼り紙で捜し歩いていた女性。貼り紙のラブコールに応え、昌夫の元に戻ることになる。
麦野美野里（むぎの みのり）
演 - 加藤英美里
桜町中央署の警察官。米光麻紀の先輩。署内に指名手配中の英児が現れ驚愕する。
赤石谷正夫（せきいしや せいお）
演 - 渡洋史
長野県の「伊賀伝法律事務所」の弁護士。歌川チカ殺害を自供する真犯人が現れ、冤罪が証明されたと、梶間優人の収監された刑務所を訪問し、再審請求の手助けをしたいと名乗り出る。
アナウンサー
演 - 田畑祐一（テレビ朝日アナウンサー）
英児の指名手配の件や、歌川チカ殺害の真犯人が判明したニュースを伝える。
刑事
演 - 村本明久
鑑識作業中のチカの殺害現場である自宅に侵入した涼牙を取り押さえる。
女性
演 - 柴山美保
商店街で英児の目撃情報を野本に尋ねられる。
横断歩道で喧嘩する男
演 - チップ青木

### スタッフ
- 原作 - 加藤実秋『警視庁アウトサイダー』シリーズ（角川文庫刊）
- 脚本 - 髙橋泉[2]
- シリーズ構成 - 本村拓哉[45]
- 音楽 - 末廣健一郎[2]
- 主題歌 - 山下達郎「LOVE'S ON FIRE」（WARNER MUSIC JAPAN）[12]
- 警察監修 - 石坂隆昌
- 関西弁監修 - 西村光弘
- 演出 - 木村ひさし[2]、向井澄、日髙貴士
- Special Thanks - 藤田まこと企画[16]、松崎しげる[108]、尾藤イサオ[108]、欧陽菲菲[109]
- エグゼクティブプロデューサー - 服部宣之（テレビ朝日）[2]
- プロデューサー - 藤崎絵三（テレビ朝日）、長谷川晴彦（KADOKAWA）、山形亮介（KADOKAWA）[2]
- 制作協力 - KADOKAWA
- 制作著作 - テレビ朝日

### 放送日程
| 各話                                                                        | 放送日  | サブタイトル                     | ラテ欄                           | 演出       | 視聴率 |
| --------------------------------------------------------------------------- | ------- | -------------------------------- | -------------------------------- | ---------- | ------ |
| episode.1                                                                   | 1月05日 | 家政婦は見過ぎた殺人!?           | 家政婦は見すぎた殺人!?           | 木村ひさし | 10.7%  |
| episode.2                                                                   | 1月12日 | パリピ殺人事件の謎               | 殺人パーティー                   | 木村ひさし | 09.1%  |
| episode.3                                                                   | 1月19日 | 新米刑事の劇的おとり捜査         | 笑う連続誘拐犯                   | 向井澄     | 09.6%  |
| episode.4                                                                   | 1月26日 | 衝撃展開!裏切り者、判明          | 裏切り者、判明                   | 向井澄     | 09.9%  |
| episode.5                                                                   | 2月02日 | 謎のパンチ軍団とガテン系社長     | 涙の留守番電話                   | 木村ひさし | 08.5%  |
| episode.6                                                                   | 2月09日 | コスプレの神、降臨!?             | カラオケ捜査!?                   | 日髙貴士   | 08.9%  |
| episode.7                                                                   | 2月16日 | 刑事を襲う凶弾！衝撃の黒幕発覚!? | 凶弾、相棒の涙                   | 木村ひさし | 09.1%  |
| episode.8                                                                   | 2月23日 | 指名手配 架川英児                | 巨悪、牙を剥く                   | 向井澄     | 09.4%  |
| episode.9                                                                   | 3月02日 | 涙の結末                         | それぞれの正義〜涙の衝撃ラスト!! | 木村ひさし | 10.2%  |
| 平均視聴率 9.5%（視聴率はビデオリサーチ調べ、関東地区・世帯・リアルタイム） |         |                                  |                                  |            |        |

- 初回、最終回は21時 - 22時の6分拡大放送[113][114]。

### スピンオフドラマ
『警視庁インサイダー〜警務課・米光麻紀のランチ捜査〜』（けいしちょうインサイダー けいむか よねみつまきのランチそうさ）のタイトルで、同年1月12日の本編第2話放送終了後より、動画配信サービス「TELASA」で配信中。主演は長濱ねる。
アウトサイダーな刑事らが捜査に没頭している中、桜町中央署内で起きた出来事の舞台裏をインサイダー（内部関係者）の視点で描く。

#### キャスト（スピンオフドラマ）
米光麻紀
演 - 長濱ねる

麦野美野里
演 - 加藤英美里
麻紀の先輩。
ちぇりポくん
声 - 福山潤
桜町中央署のマスコットキャラクター。

##### ゲスト
最終話
- 福山潤[117]

#### スタッフ（スピンオフドラマ）
- 原作 - 加藤実秋『警視庁アウトサイダー』シリーズ（角川文庫）
- 脚本 - 長谷川徹[115]
- 監督 - 佐々木豪（共同テレビジョン）[115]
- プロデューサー - 藤崎絵三（テレビ朝日）、山形亮介（KADOKAWA）、皆藤一（共同テレビジョン）、歌谷康祐（共同テレビジョン）[118]
- 制作協力 - KADOKAWA
- 制作 - テレビ朝日

#### 配信日程（スピンオフドラマ）
| 話数   | 配信日  | サブタイトル                           |
| ------ | ------- | -------------------------------------- |
| 第1話  | 1月12日 | あざとい捜査官、出動!                  |
| 第2話  | 1月19日 | 頭ポンポンの功罪                       |
| 第3話  | 1月26日 | 乙女の過激な?諜報活動                  |
| 第4話  | 2月02日 | 恋の捜査線に進展あり?!                 |
| 最終話 | 2月09日 | 米光巡査長とチェリぽくんの絆よ、永遠に |

| テレビ朝日系列 木曜ドラマ                       | テレビ朝日系列 木曜ドラマ                      | テレビ朝日系列 木曜ドラマ                               |
| 前番組                                          | 番組名                                         | 次番組                                                  |
| ----------------------------------------------- | ---------------------------------------------- | ------------------------------------------------------- |
| ザ・トラベルナース （2022年10月20日 - 12月8日） | 警視庁アウトサイダー （2023年1月5日 - 3月2日） | ケイジとケンジ、時々ハンジ。 （2023年4月13日 - 6月8日） |